# República Kalakuta
A República Kalakuta foi uma comuna criada nos arredores de Lagos pelo ativista político e músico Fela Kuti. Formado por um conjunto de casas pintadas de amarelo cercadas por arame farpado, Kalakuta foi fundada no início da década de 1970 pelo instrumentista nigeriano, após ele voltar dos Estados Unidos. O local abrigava um estúdio musical, sua família e membros de sua banda, a Africa 70. Kuti chegou a declarar a independência da comuna em relação a Nigéria, o que enfureceu o regime militar então liderado por Olusegun Obasanjo que controlava o país.
Durante a época da República Kalakuta, Fela Kuti e sua banda África 70 desenvolveram ainda mais o Afrobeat. Suas longas canções criticavam o governo central da Nigéria e a falta de liberdade no país. A medida que crescia sua popularidade, mais incomodado ficava o regime militar. O lançamento do álbum "Zombie", de 1977, cuja canção homônima comparava o exército nigeriano a zumbis que só não pensam e só obedecem ordens, e um incidente envolvendo amigos de Fela Kuti que queimaram uma motocicleta do durante uma briga levaram o regime militar a uma retaliação. Na noite de 18 de fevereiro de 1977, 1.000 soldados do exército nigeriano montaram cerco as casas da Kalakuta e, em uma operação de cinco horas, invadiram o lugar, espancaram os homens e estupraram as mulheres. Funmilayo Ransome-Kuti, a mãe do músico, foi arremessada do segundo andar de um prédio, e acabou morrendo meses depois em decorrência dos graves ferimentos que sofreu. Além de perder a mãe, Fela Kuti teve uma fratura no crânio e foi levado preso enquanto testemunhava sua república em chamas. Mais tarde, ele seria liberado para um período de exílio em Gana.
Atualmente, a casa é lar de Seun e Kunle, dois dos filhos de Fela Kuti.